# خانه به سبک مزرعه‌داری

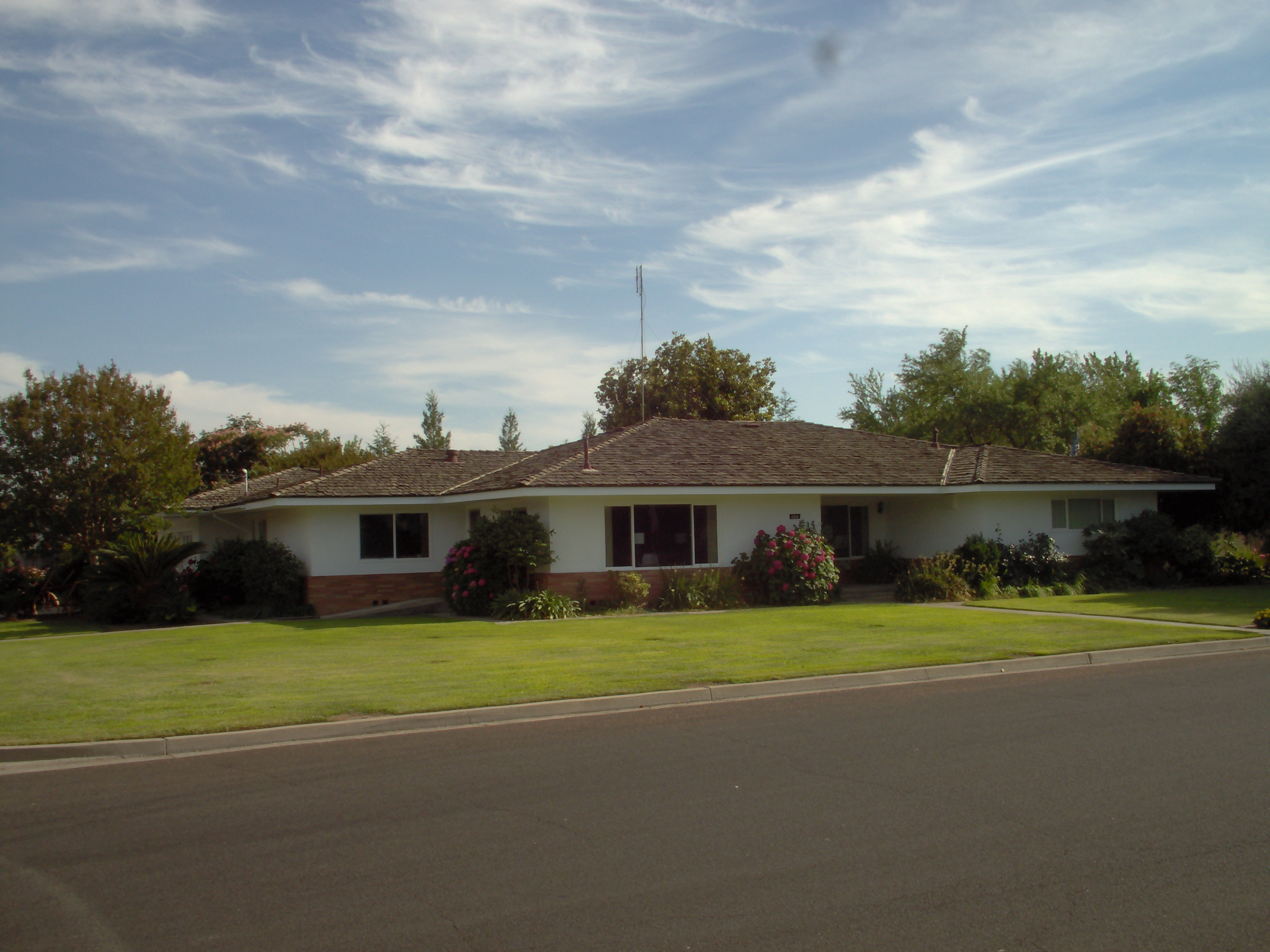
خانه مزرعه‌داری بزرگ که در سال ۱۹۶۶ در بیکرزفیلد، کالیفرنیا ساخته شد. این خانه بیشتر ویژگی‌های سبک مانند پنجره‌های بلند و کم ارتفاع را به نمایش می‌گذارد.

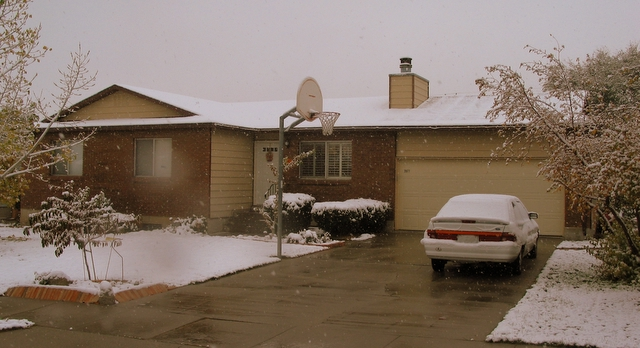
خانه کوچکتر به سبک مزرعه‌داری در غرب جردن، یوتا ، با نمای بیرونی آجری و سقف شیروانی کناری

مزرعه‌داری یا رنچ (به انگلیسی: Ranch)(همچنین با نام‌های مزرعه‌داری آمریکایی، مرتع‌داری کالیفرنیا، رامبلر یا دامدار نیز شناخته می‌شود) یک سبک معماری داخلی است که در ایالات متحده سرچشمه گرفته است. این خانه به سبک مزرعه به دلیل نمای بلند و نزدیک به زمین و طرح باز گسترده‌اش مورد توجه قرار گرفته است. این سبک ایده‌ها و سبک‌های مدرنیستی را با مفاهیم دوره غربی آمریکایی از فضاهای باز گسترده ترکیب کرد تا سبک زندگی بسیار غیررسمی و غیررسمی را ایجاد کند. در حالی که سبک اصلی مزرعه از نظر طراحی غیررسمی و اساسی بود، خانه‌های به سبک مزرعه که در اوایل دهه ۱۹۶۰ در ایالات متحده (به ویژه در منطقه کمربند آفتاب) ساخته شده بودند، به طور فزاینده‌ای دارای ویژگی‌های چشمگیرتری مانند اتاق‌ها و محوطه‌سازی و محوطه وسیع، خطوط مختلف سقف، سقف‌های کلیسای جامع، زندگی غرق‌شده بودند.
این مزرعه که برای اولین‌بار به عنوان یک سبک مسکونی در دهه ۱۹۲۰ ظاهر شد، در میان طبقه متوسط رو به رشد پس از جنگ از دهه ۱۹۴۰ تا ۱۹۷۰ بسیار محبوب بود. این سبک غالباً با خانه‌های مسکونی ساخته شده در این زمان مرتبط است، به‌ویژه در جنوب غربی ایالات متحده، که در این دوره انفجار جمعیتی را تجربه کرد، با تقاضای مربوط برای مسکن. این سبک به زودی به کشورهای دیگر صادر شد و در سراسر جهان محبوب شد. محبوبیت آن در اواخر قرن بیستم کاهش یافت زیرا سبک‌های خانه‌های نئوکلکتیک با دکوراسیون تاریخی و سنتی محبوب‌تر شدند.
جنبش‌های محافظه‌کاری در برخی از محله‌های مزرعه‌داری آغاز شده است، که با علاقه به سبک نسل جوان‌تری که در چنین خانه‌هایی بزرگ نشده‌اند، تقویت شده است. این احیاء با آنچه دیگر سبک‌های خانه مانند خانه‌های ییلاقی و ملکه ان در قرن بیستم تجربه کردند، مقایسه شده است.

## تاریخ و توسعه
سبک خانه‌های مزرعه‌داری قرن بیستم ریشه در معماری استعماری اسپانیایی آمریکای شمالی در قرن هفدهم تا نوزدهم دارد. این ساختمان‌ها از پلان‌های یک طبقه و مصالح بومی به سبکی ساده برای رفع نیازهای ساکنان خود استفاده می‌کردند. دیوارها اغلب از آجر خشتی ساخته می‌شدند و با گچ پوشانده می‌شدند، یا به‌طور ساده‌تر از تخته‌های چوبی استفاده می‌شدند. پشت بام‌ها کم و ساده بودند و معمولاً لبه‌های پهنی داشتند که به سایه پنجره‌ها از گرمای جنوب غربی کمک می کرد. ساختمان‌ها اغلب دارای حیاط‌های داخلی بودند که با پلان U شکل احاطه شده بودند. ایوان های بزرگ جلو نیز رایج بود. این مزرعه‌های کار روستایی با دیوارهای ضخیم و کم ارتفاع در جنوب غربی ایالات متحده رایج بود.

## امکانات

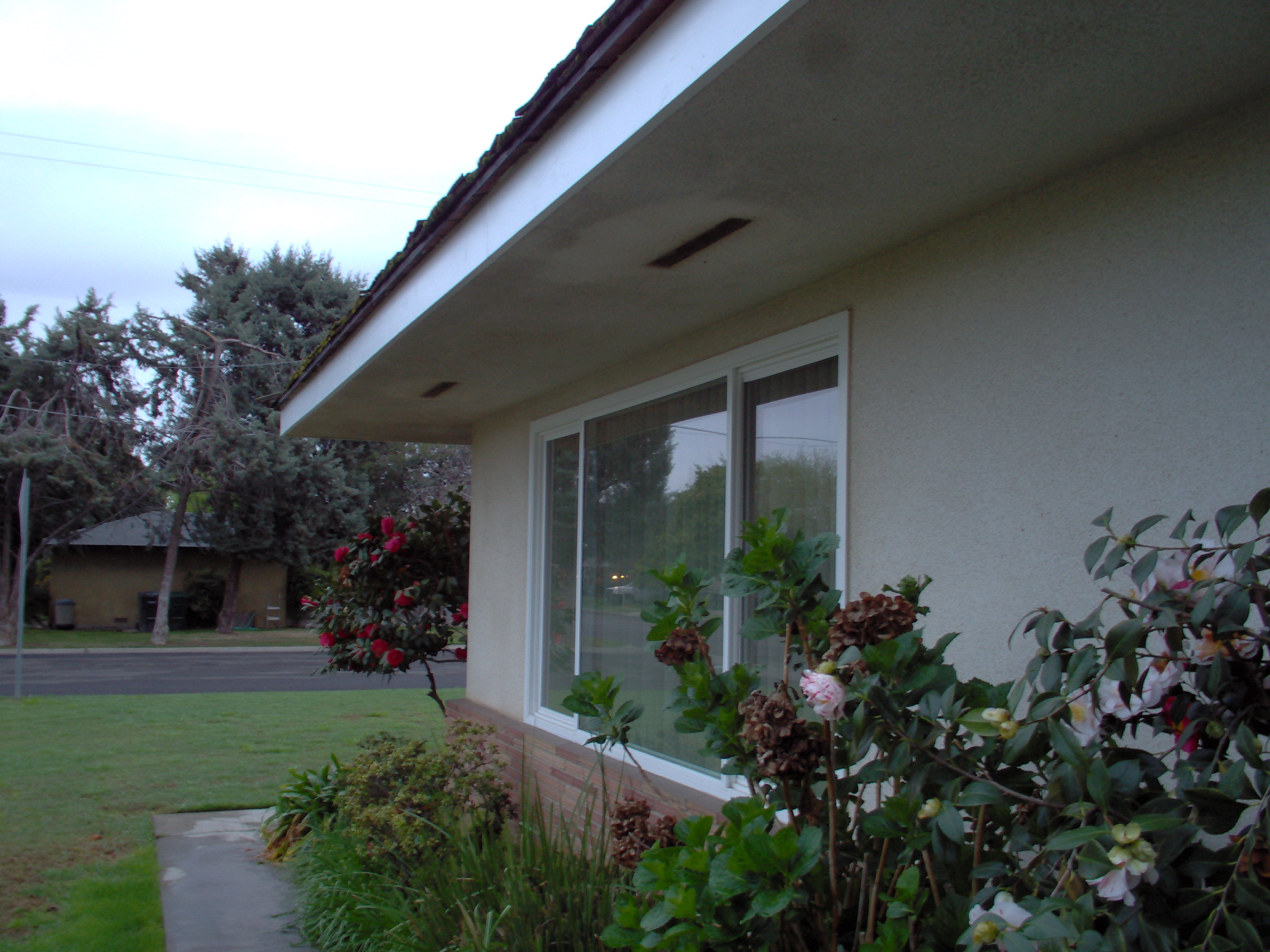
لبه بام‌های عریض یک خانه مزرعه ای معمولی، این خانه در سال ۱۹۶۶ در کالیفرنیا ساخته شد

ویژگی‌های بارز سبک خانه‌های مزرعه‌داری عبارتند از:
- تک واحد
- خط سقف بلند و کم شیب
- طراحی نامتقارن مستطیلی، L یا U شکل
- پلان‌های ساده و باز
- اتاق نشیمن جدا از اتاق خواب(ها).
- گاراژ متصل
- درهای شیشه‌ای کشویی که روی پاسیو باز می شوند
- پنجره‌هایی با فضای شیشه‌ای بزرگ که گاهی با کرکره‌های غیر‌کاربردی تزئین شده است
- سقف‌های طاق‌دار با تیرهای نمایان اغلب در ترکیب با سقف شیاردار و زبانه‌دار
- مواد مخلوط بیرونی از گچ و آجر، چوب یا سنگ
- پیش‌امدگی لبه بام عمیق
- سقف شیروانی متقاطع، شیروانی جانبی

## آلبوم عکس

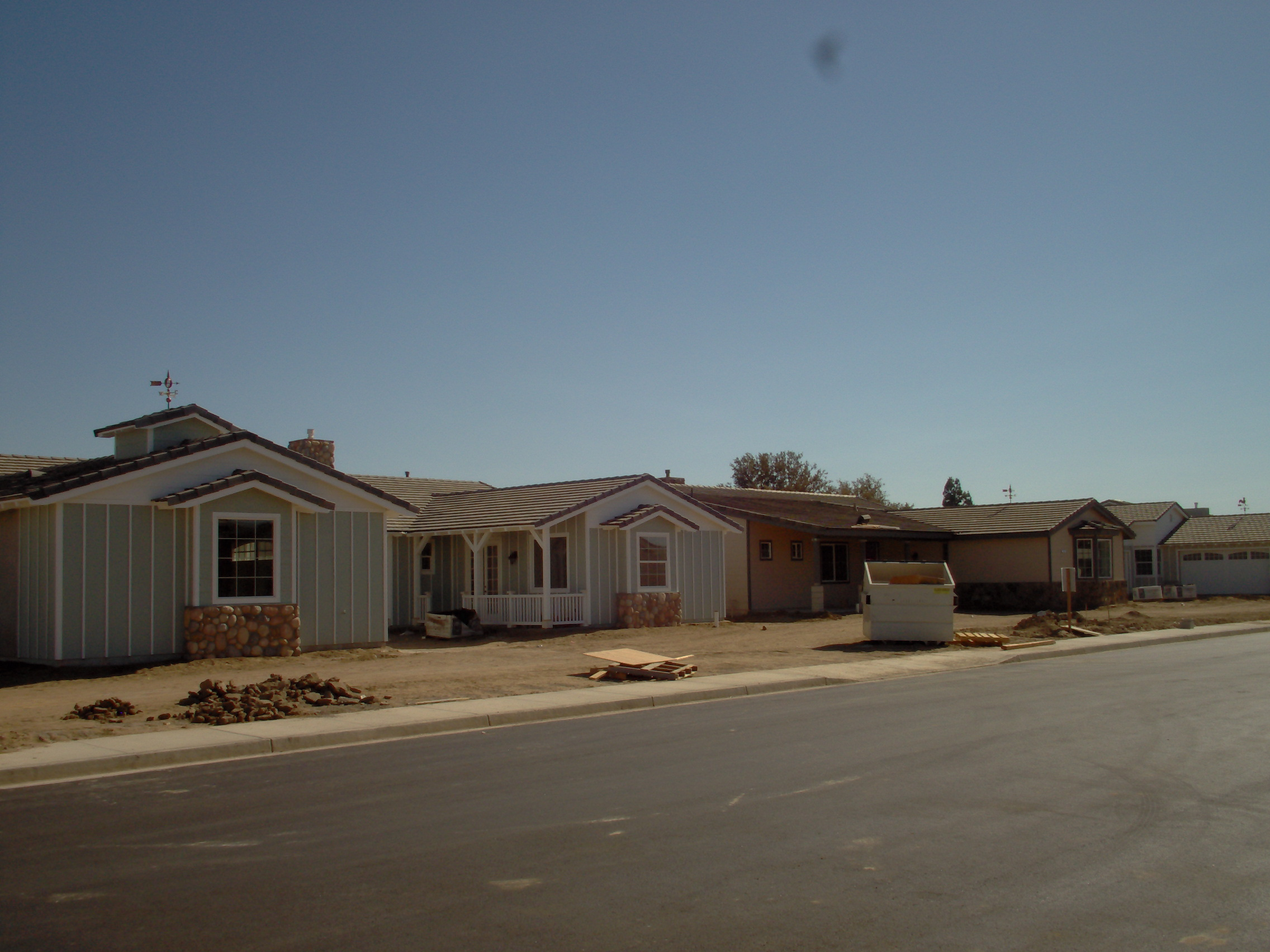
خانه‌های در حال ساخت در باته‌کورت، شفتر، کالیفرنیا
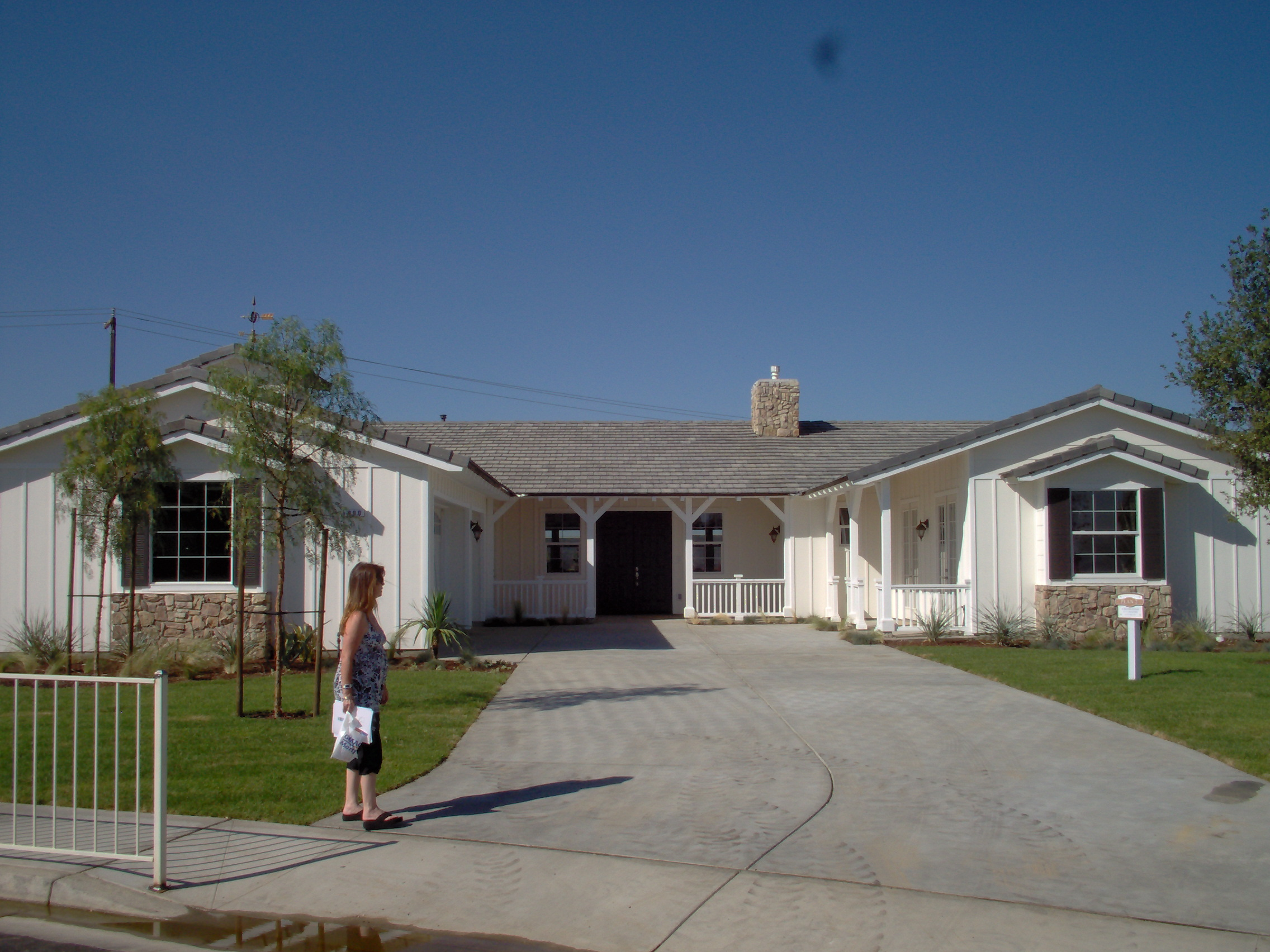
خانه ای به سبک مزرعه‌داری در شفتر، کالیفرنیا
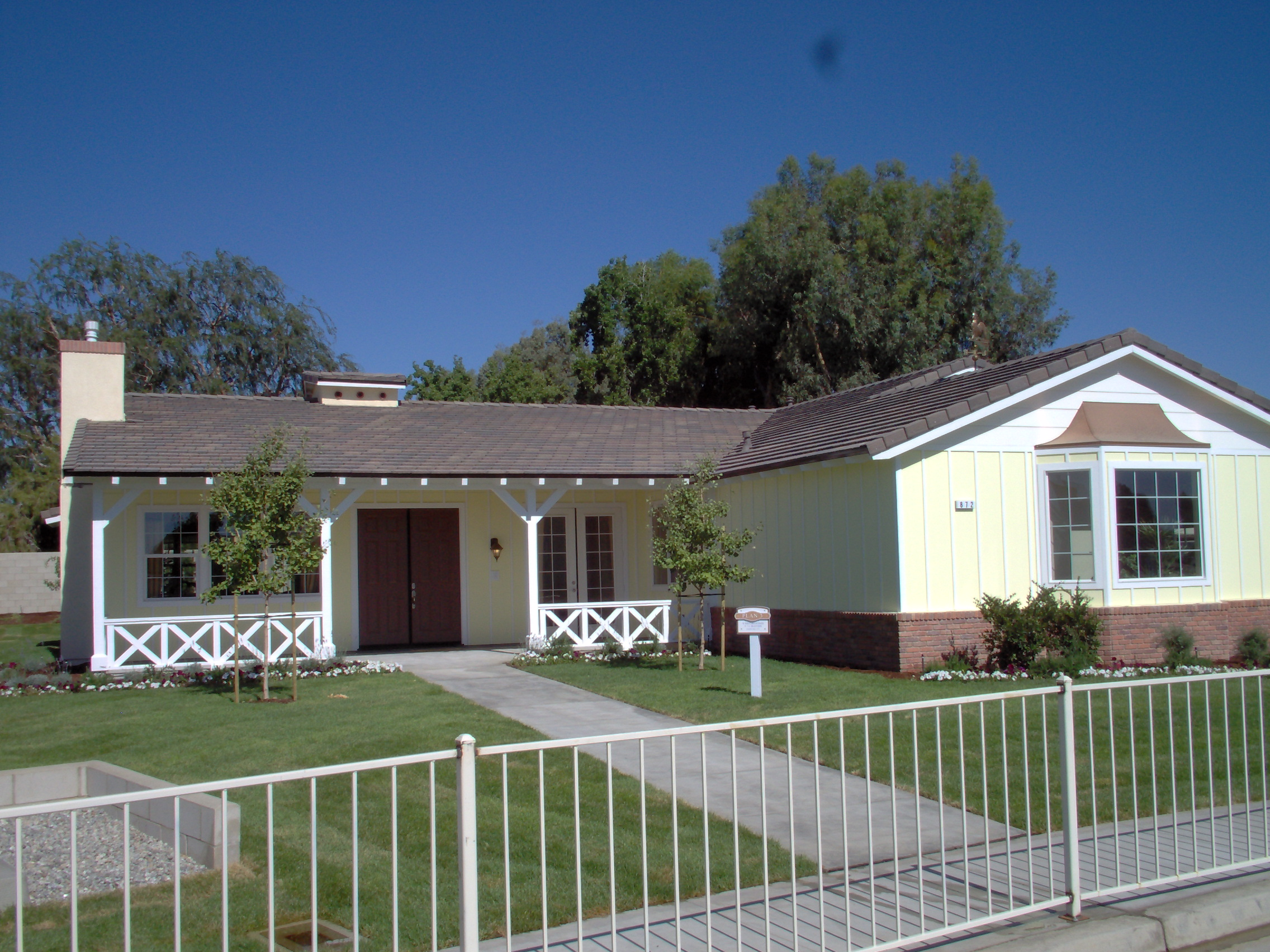
خانه ای به سبک مزرعه در شفتر، کالیفرنیا
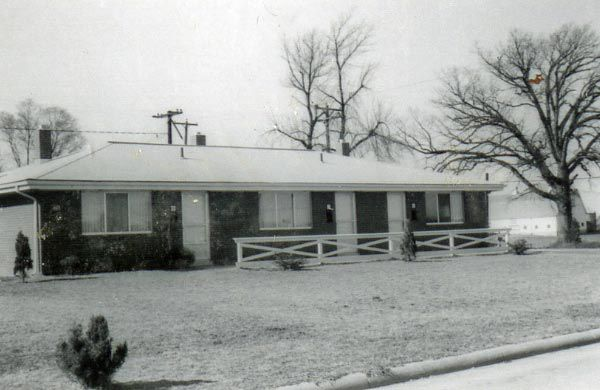
خانه سنتی به سبک مزرعه در تولدو، اوهایو، در حدود ۱۹۶۵

## همچنین ببینید
- بنگالو
- اسپلانچ
- ادوارد اچ فیکت
- صنعتگر آمریکایی
- مینیمال سنتی
- معماری سبک میشن ریوایوال
- سبک مار دل پلاتا